# 그리스의 지역
그리스의 지역(그리스어: γεωγραφικά διαμερίσματα)은 현대 이전에 전통적으로 그리스를 나누던 방법으로, 또한 1987년 행정 개혁 전까지 공식 행정 구역 단위이기도 하였다. 일상적인 대화나 비공식상에서 아직도 널리 전통적인 그리스의 지역이 회자되곤 한다. 그리스에는 10개의 지역이 있으며 (일곱 지역은 본토, 세 지역은 섬), 현대 그리스의 행정 구역의 기반을 이루고 54개 현으로 세분된다. 
| 1. 서트라키아 (고대 그리스어: Θρᾴκη, 트라케; Θράκη, '트라키', 라틴어: Trachia, 트라키아) 2. 마케도니아 (Μακεδονία) 3. 테살리아 (Θεσσαλία) 4. 이피로스 (Ἤπειρος, '이피로스주') 5. 중앙그리스 (Στερεά Ἑλλάδα) 6. 아티키 (Ἀττική, '아티케', '아티카') 7. 펠로폰네소스 (Πελοπόννησος) 8. 에게해 제도 (Αἰγαῖα νησιά) 9. 이오니아 제도 (Ἰωνία νησιά) 10. 크레타 (Κρήτη, '크레티', '크레타') | 그리스의 지역 |